# Sassi di Matera
O Sassi di Matera é o centro histórico da cidade de Matera. Os Sassos Caveoso e Barisano, dentro da Civita, formam o complexo urbano.

## Patrimônio da Humanidade
O Sassi di Matera foi inscrito como Patrimônio Mundial da UNESCO em 1993 graças a sua representação de um extraordinário ecossistema urbano, capaz de demonstrar a habitação local desde os tempos pré-históricos.
A cidade de pedra, centro histórico de Matera escavada na pedra é habitada desde o Paleolítico.

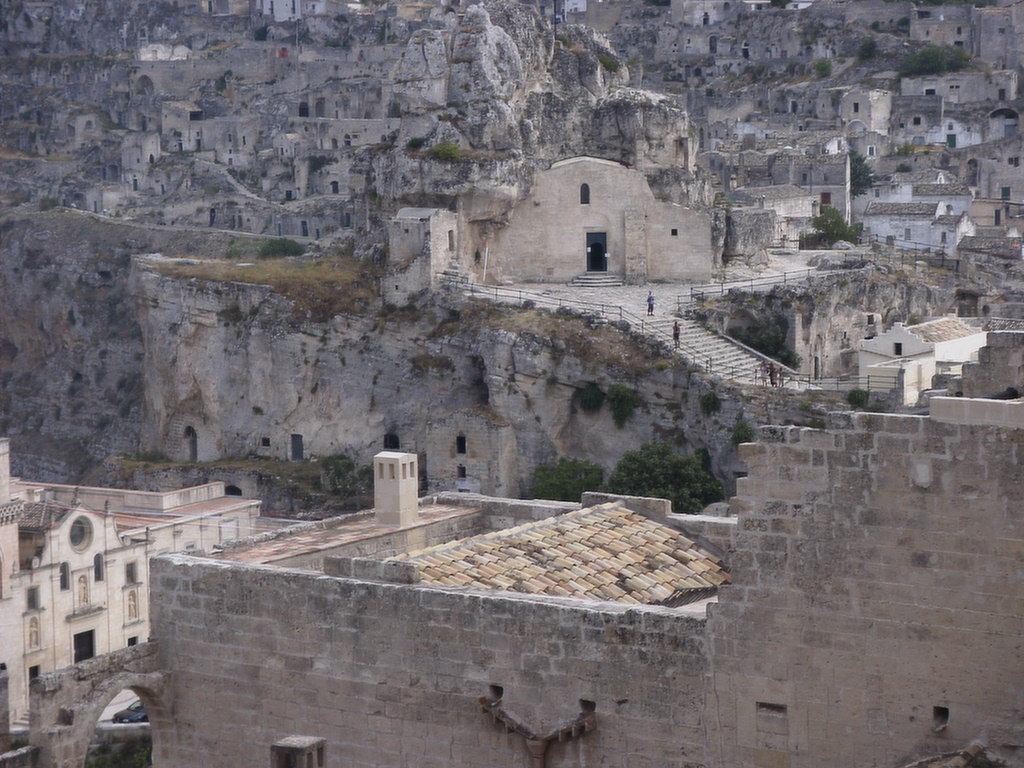
O Sasso Caveoso com vista da Santa Maria di Idris

Os "Sassi" foram descritos pelo famoso guia turístico Fodor's como "uma das paisagens mais singulares da Europa ".

## História

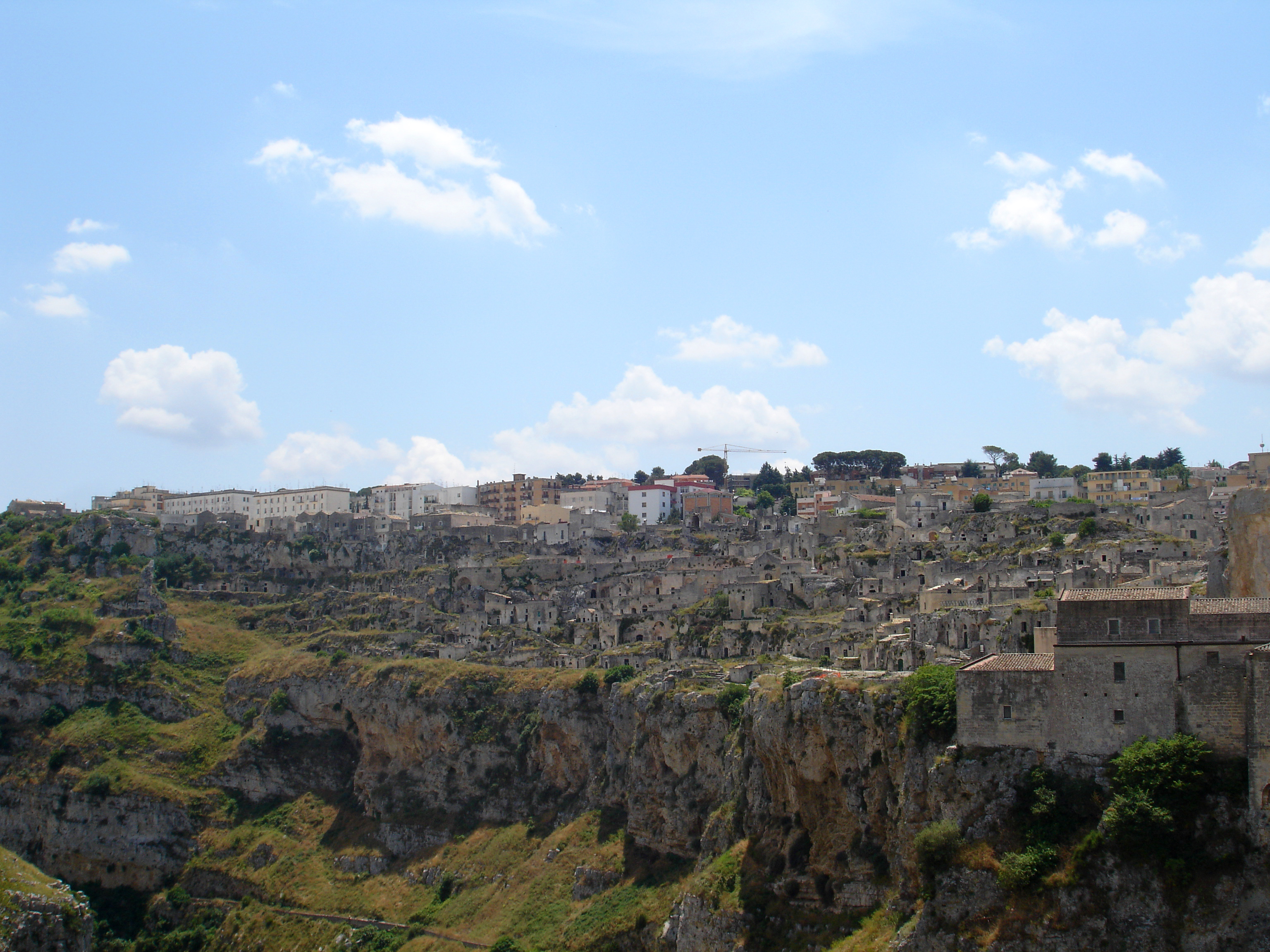
Vista do Canyon (Gravina)

Os Sassi são originários de um assentamento pré-histórico troglodita e são suspeitos de estarem entre os primeiros assentamentos humanos na Itália. Há evidências de que as pessoas viviam aqui desde o ano 7000 aC.
Os Sassi são casas escavadas na própria rocha calcárea, característica de Basilicata e Apulia, chamada localmente "tufo", embora não seja um “tuff” cvulcânico. As ruas em algumas partes do Sassi costumam passar por cima de outras casas mais antigas. A antiga cidade cresceu em uma encosta da ravina criada pelo rio Gravina. A ravina é conhecida localmente como "la Gravina".
O termo sasso deriva do Latim saxum, significando uma colina, rocha ou grande pedra.
Na década de 1950, o governo da Itália transferiu à força a maior parte da população dos Sassi para áreas da cidade moderna em desenvolvimento. Assolada pela extrema pobreza e crivada de malária, as condições de vida insalubres foram consideradas desumanas e uma afronta à moderna nova República Italiana do então ministro Alcide De Gasperi. However, people continued to live in the Sassi, and according to the English Fodor's guide:

 Matera é o único lugar no mundo onde as pessoas podem se gabar de ainda viver nas mesmas casas de seus ancestrais de 9.000 anos atrás.
Até o final da década de 1980, esta era considerada uma área de pobreza, pois muitas dessas casas eram, e em alguns casos ainda são, inabitáveis. A atual administração local, no entanto, tornou-se mais orientada para o turismo e promoveu a regeneração do Sassi com a ajuda da União Europeia, do governo e da UNESCO. Hoje existem muitos negócios prósperos, pubs e hotéis lá, conforme descrito em um artigo de abril de 2015 em The New Yorker.

## Geografia
Os "Sassi" cresceram-na área do a Altopiano delle Murge|, que se estende entre Apulia e Basilicata. Junto com o "Civita" e o "Piano", os dois Sassi formam a Cidade Velha de Matera.

## Cinema

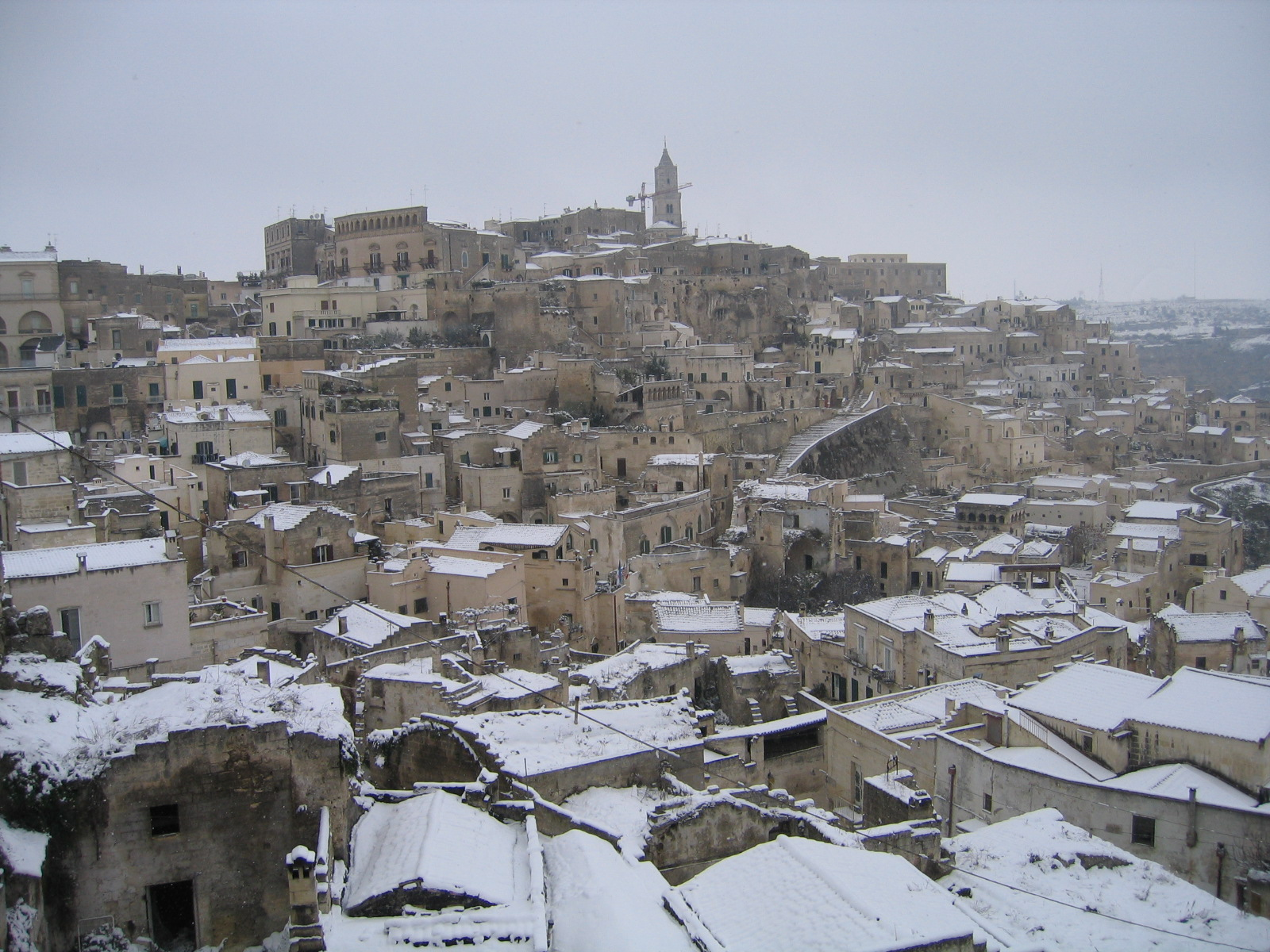
Sassi com neve (Dez. 2007)

Os Sassi são visualmente reminiscentes de sítios antigos dentro e ao redor de Jerusalém, e por esta razão eles têm sido usados em muitos filmes de temática cristã, incluindo O Evangelho segundo São Mateus (Pier Paolo Pasolini, 1964), A Paixão de Cristo (Mel Gibson, 2004), The Nativity Story  (Catherine Hardwicke, 2006 ) e Ben-Hur (Timur Bekmambetov, 2016).
Eles também apareceram em Mulher-Maravilha (filme) de Patty Jenkins, servindo de locação para a cidade amazônica Themyscira, de Cary Joji Fukunaga 007 - Sem Tempo para Morrer (2021) está numa cena do Aston Martin  de James Bond atravessando a cidade.

## Galeria

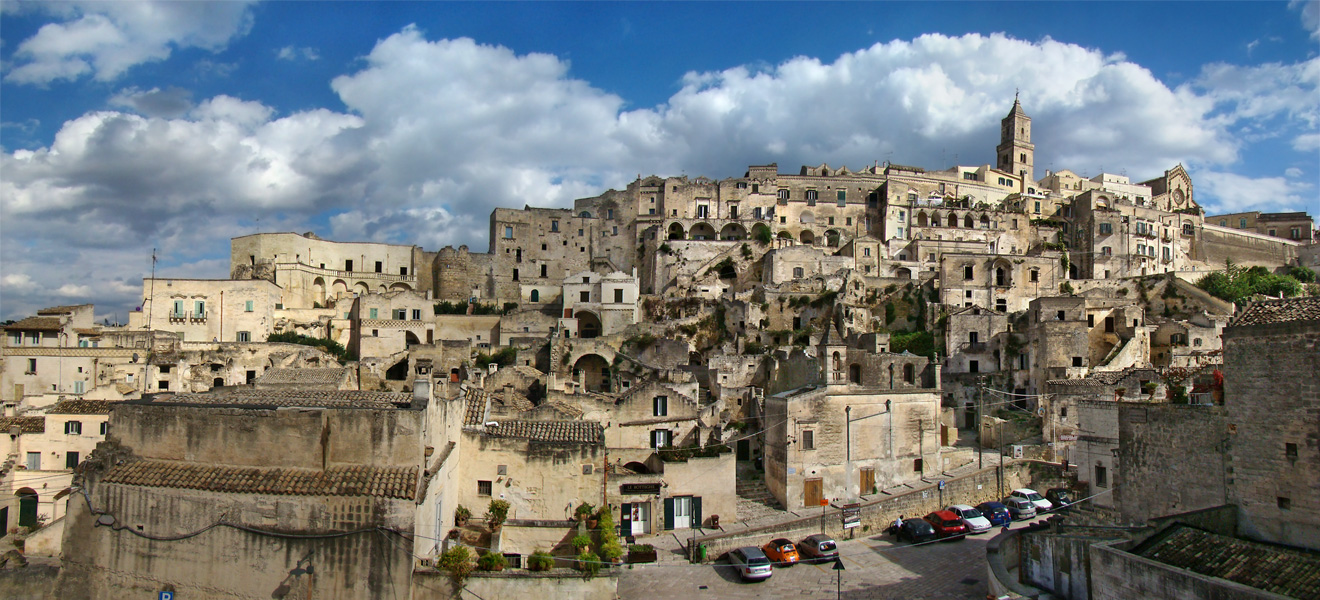
Sasso Barisano
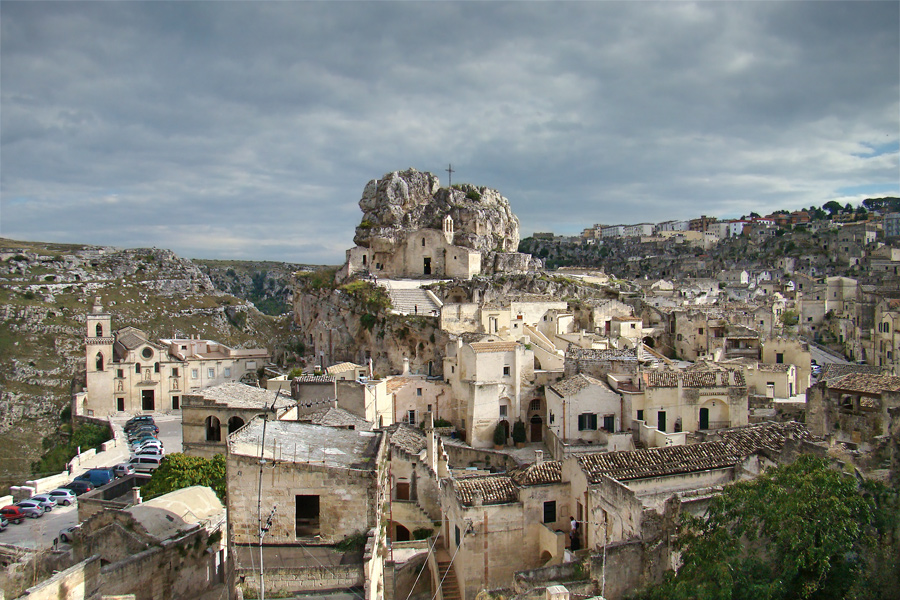
Sasso Caveoso
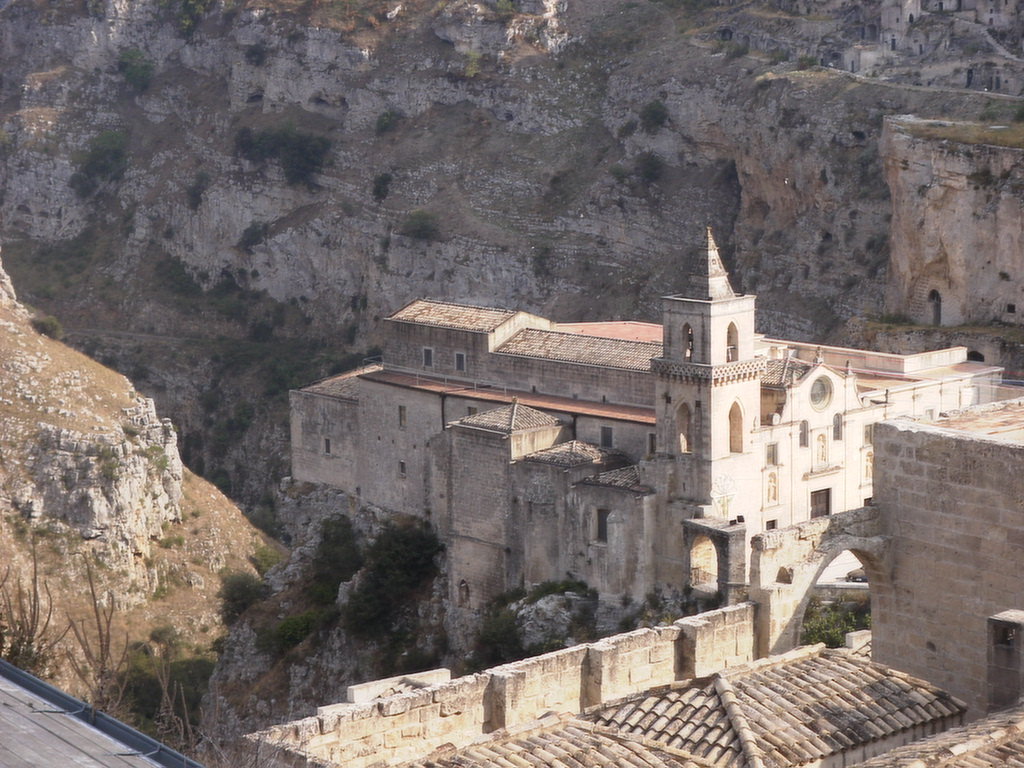
Igreja de St. Pietro Caveoso
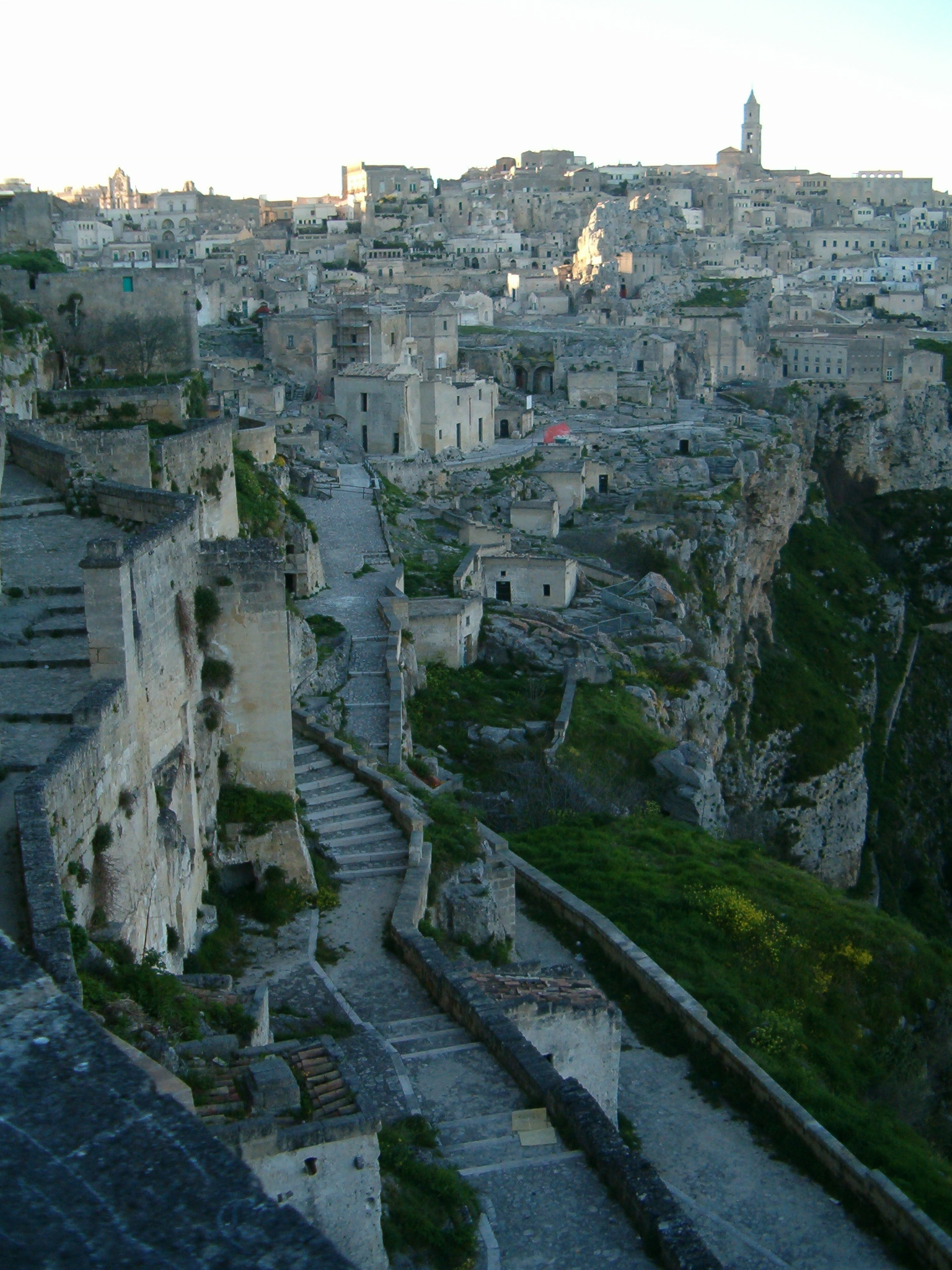
Vista das colunas
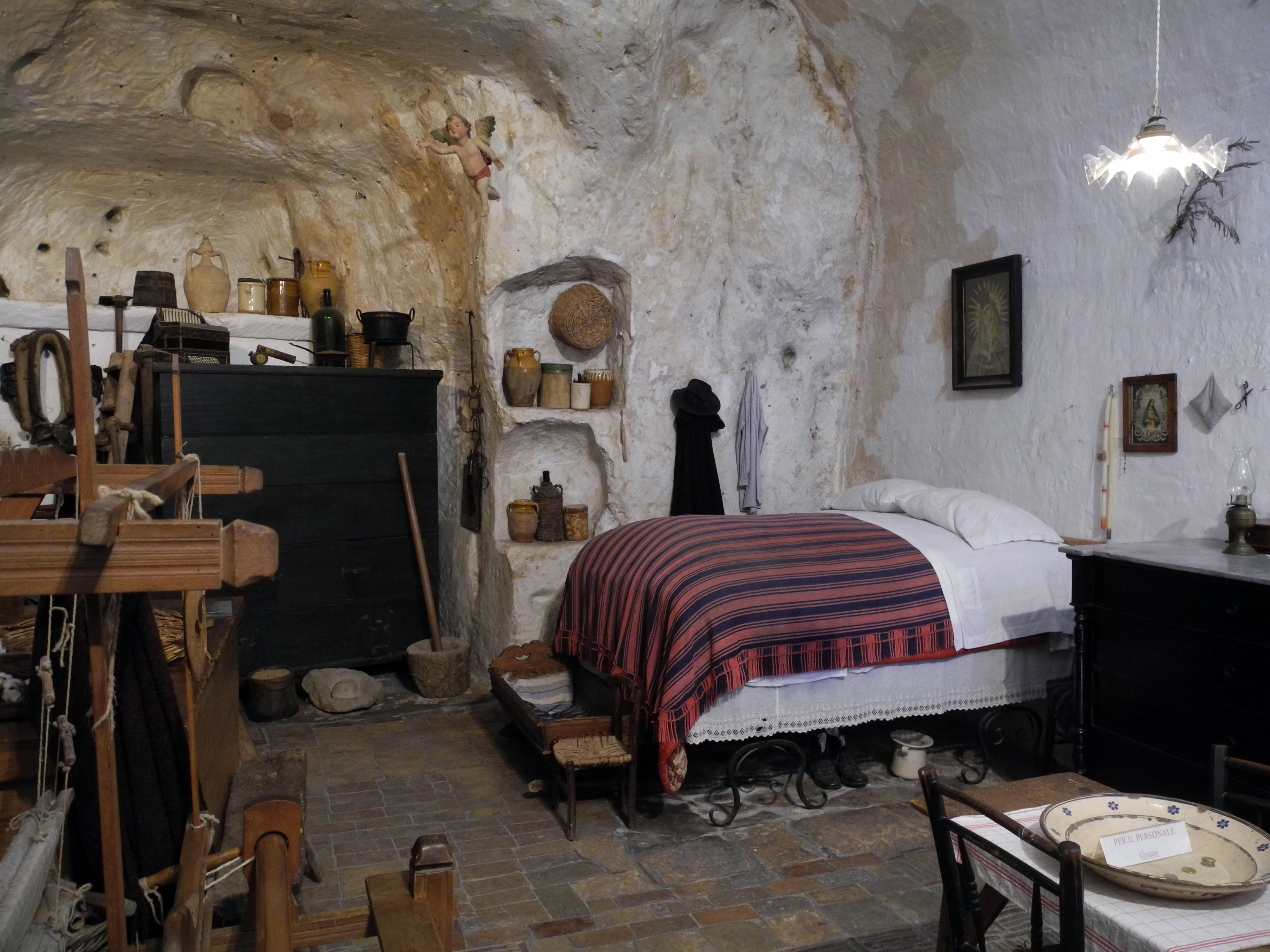
Interior de casa caverna
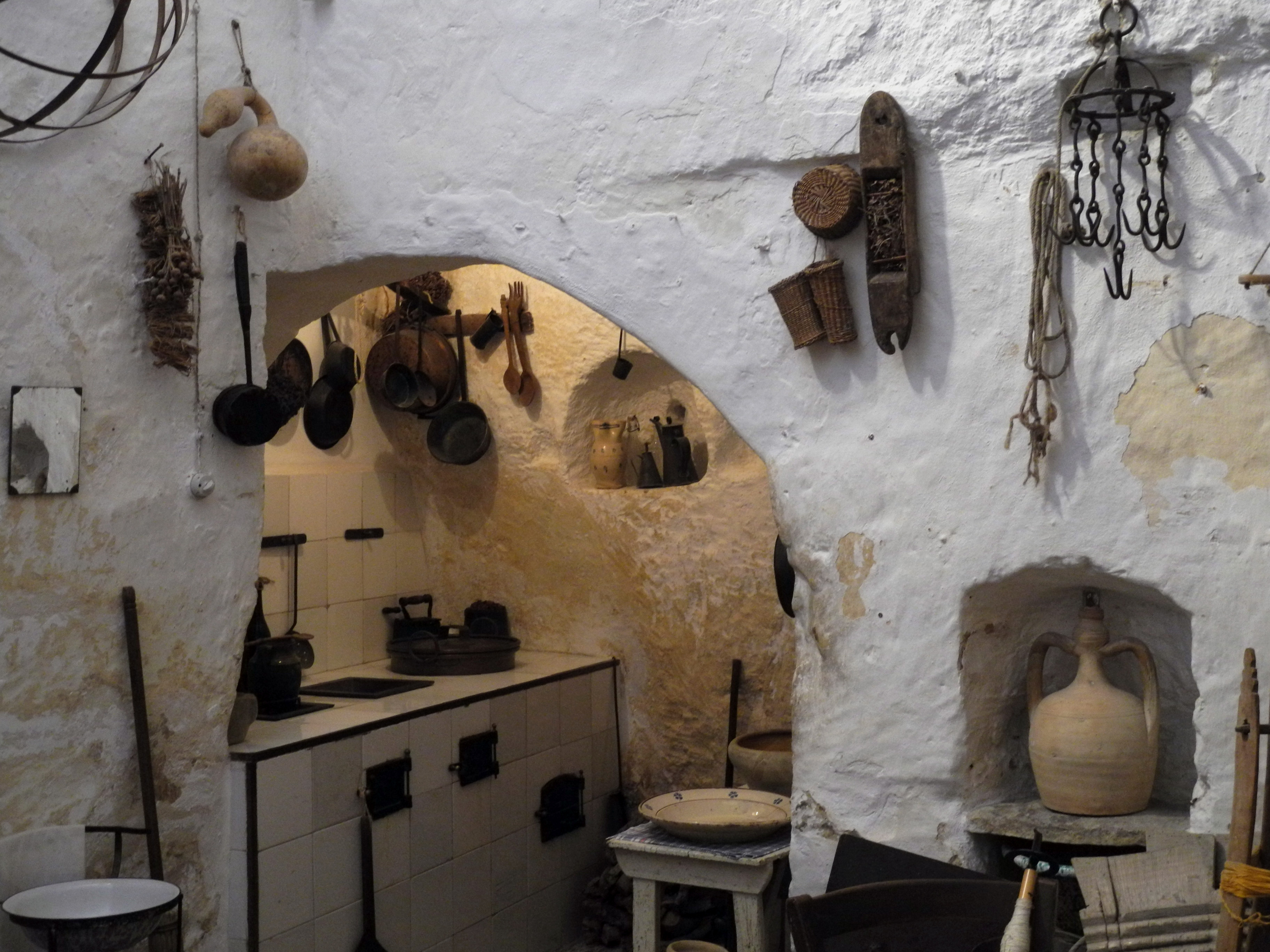
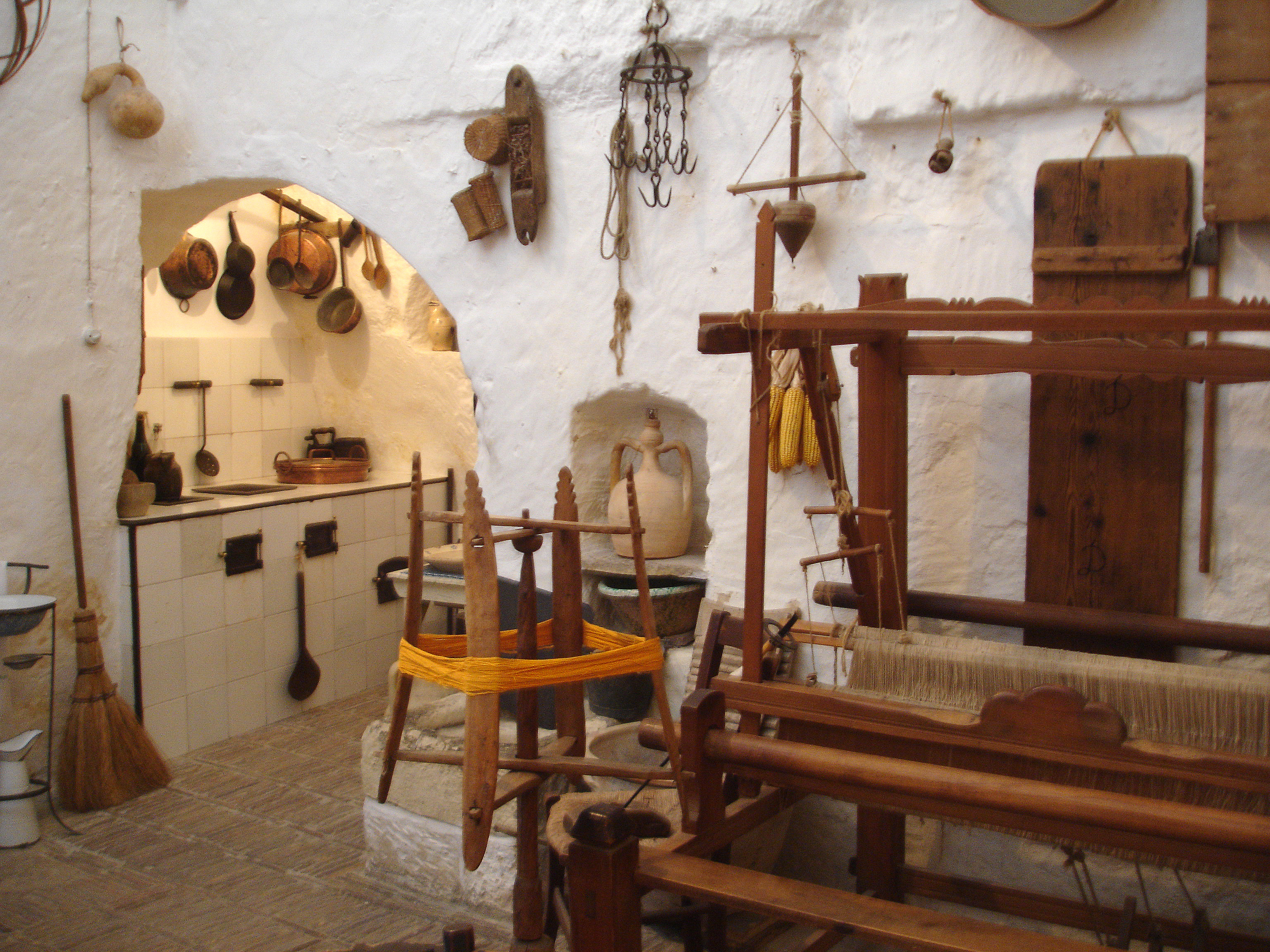